# GAU-8 Avenger
El General Electric GAU-8/A Avenger es un cañón rotativo cuyo diseño se basa en el de la ametralladora Gatling, que consiste básicamente en un conjunto rotativo de 7 cañones de 30 mm. Esta arma es usada en los aviones A-10 Thunderbolt II de la Fuerza Aérea de los Estados Unidos, siendo a su vez el cañón más grande, pesado y poderoso que se haya montado en un avión militar.
El GAU-8 fue diseñado por la General Electric a partir de 1970 específicamente como arma antitanque con un poder de fuego y precisión capaz de destruir o dañar cualquier tanque en servicio.

## Historia

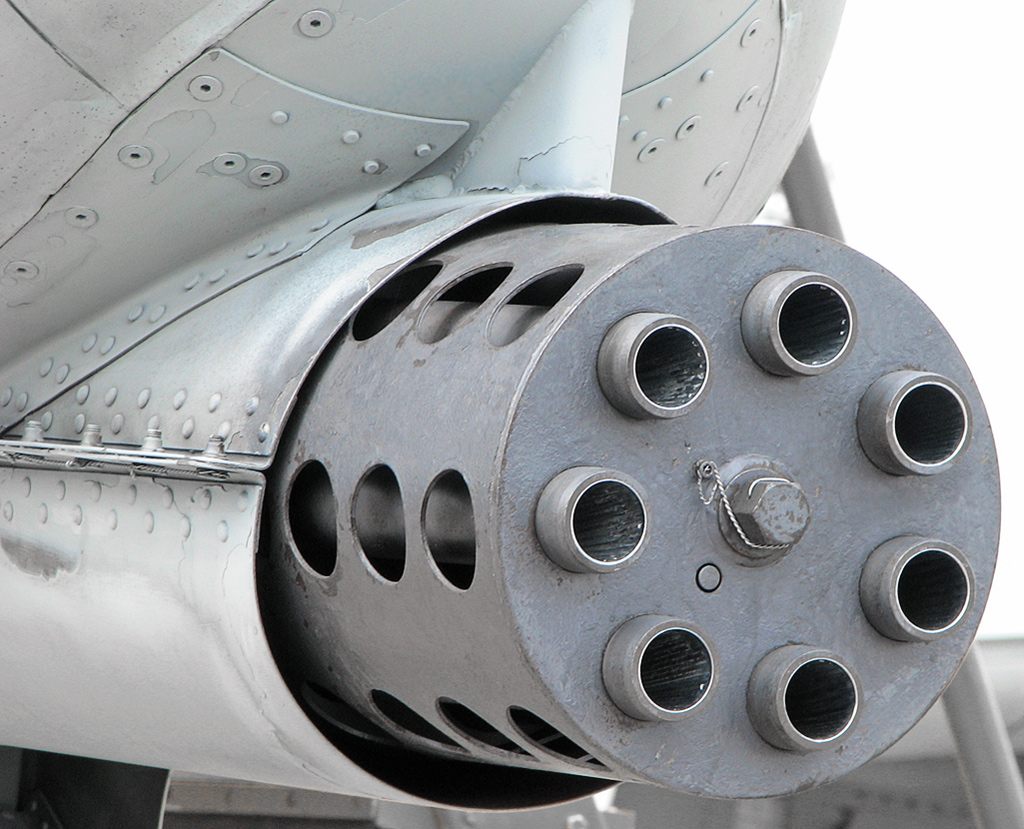
GAU-8 en el morro de un A-10 Thunderbolt II.

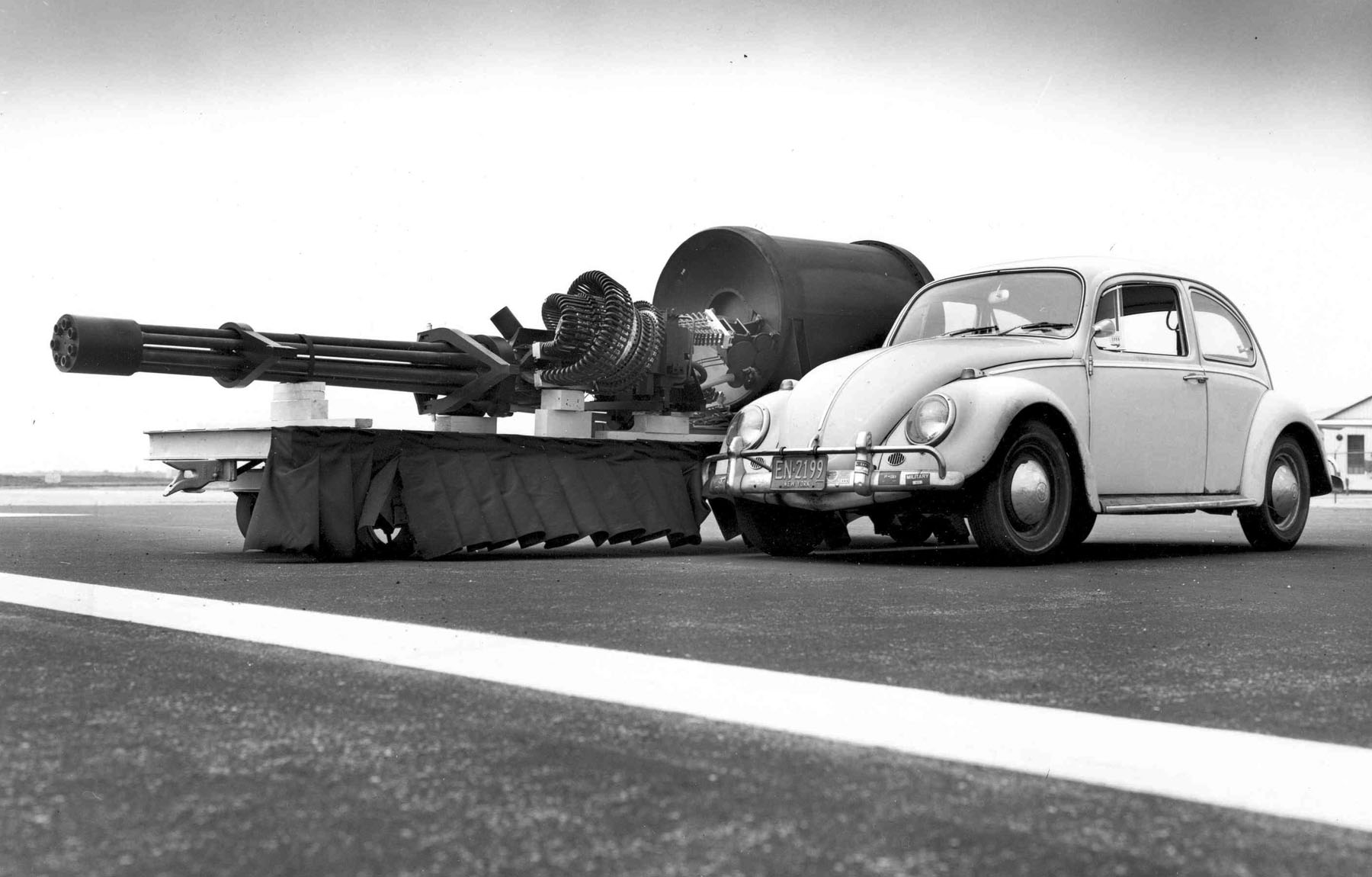
Comparación de tamaño entre el GAU-8 y un Volkswagen Tipo 1.

El GAU-8 fue creado como un programa paralelo al desarrollo del avión A-10 Thunderbolt II. Las especificaciones  de esta nueva arma fueron establecidas en 1970 y aceptadas por las compañías General Electric y Philco-Ford (posteriormente llamada Ford Aerospace). El arma ganadora iría montada sobre uno de los aviones que competían en ese momento en el desarrollo de una aeronave de apoyo aéreo cercano; estos eran el A-10 y el Northrop YA-9.
Una vez terminada la competencia entre el A-10 Thunderbolt II y el Northrop YA-9, el A-10 debió competir contra el LTV A-7 Corsair II, el cual hasta ese momento había prestado excelentes servicios como aeronave aire-tierra y ponía en duda la necesidad de un nuevo avión para el apoyo aéreo cercano; no fue hasta 1972, durante las pruebas hechas al Thunderbolt II, donde esta aeronave demostró su superioridad en este tipo de combate gracias a su cañón automático GAU-8, la cual le permitía un alto nivel de fuego a bajo costo en comparación al uso de misiles o cohetes.
Un año después, en 1973, comenzó la producción de los GAU-8, los cuales fueron montados en 715 aviones Thunderbolt II fabricados hasta 1984, y aunque fueron puestos en servicio en 1977 por la fuerza aérea estadounidense esta arma no fue popular hasta 1991, durante la guerra del Golfo, donde demostraría su enorme poder de fuego al destruir con facilidad los tanques soviéticos T-55, T-62 y T-72 usados por la Guardia Republicana Iraquí y el Ejército iraquí.
Actualmente, el GAU-8 es producido por la División de productos técnicos y armamentísticos de General Dynamics, después de que la división original encargada de su producción fuera vendida por Lockheed Martin en 1977 a la compañía General Dynamics.
El enorme cañón Gatling representa el 16% del peso del A-10 (vacío) estando montado ligeramente fuera del centro del morro, puesto que además debe compartir el espacio con el tren de aterrizaje delantero situado lateralmente al arma.

## Diseño
El General Electric GAU-8/A Avenger en sí pesa 280 kg, pero si se incluye el sistema de alimentación y el tambor de municiones completamente cargado esta arma puede llegar a pesar 1.828 kg.